# Acacia genistifolia
Acacia genistifolia är en ärtväxtart som beskrevs av Heinrich Friedrich Link. Acacia genistifolia ingår i släktet akacior, och familjen ärtväxter. Inga underarter finns listade i Catalogue of Life.

## Bildgalleri

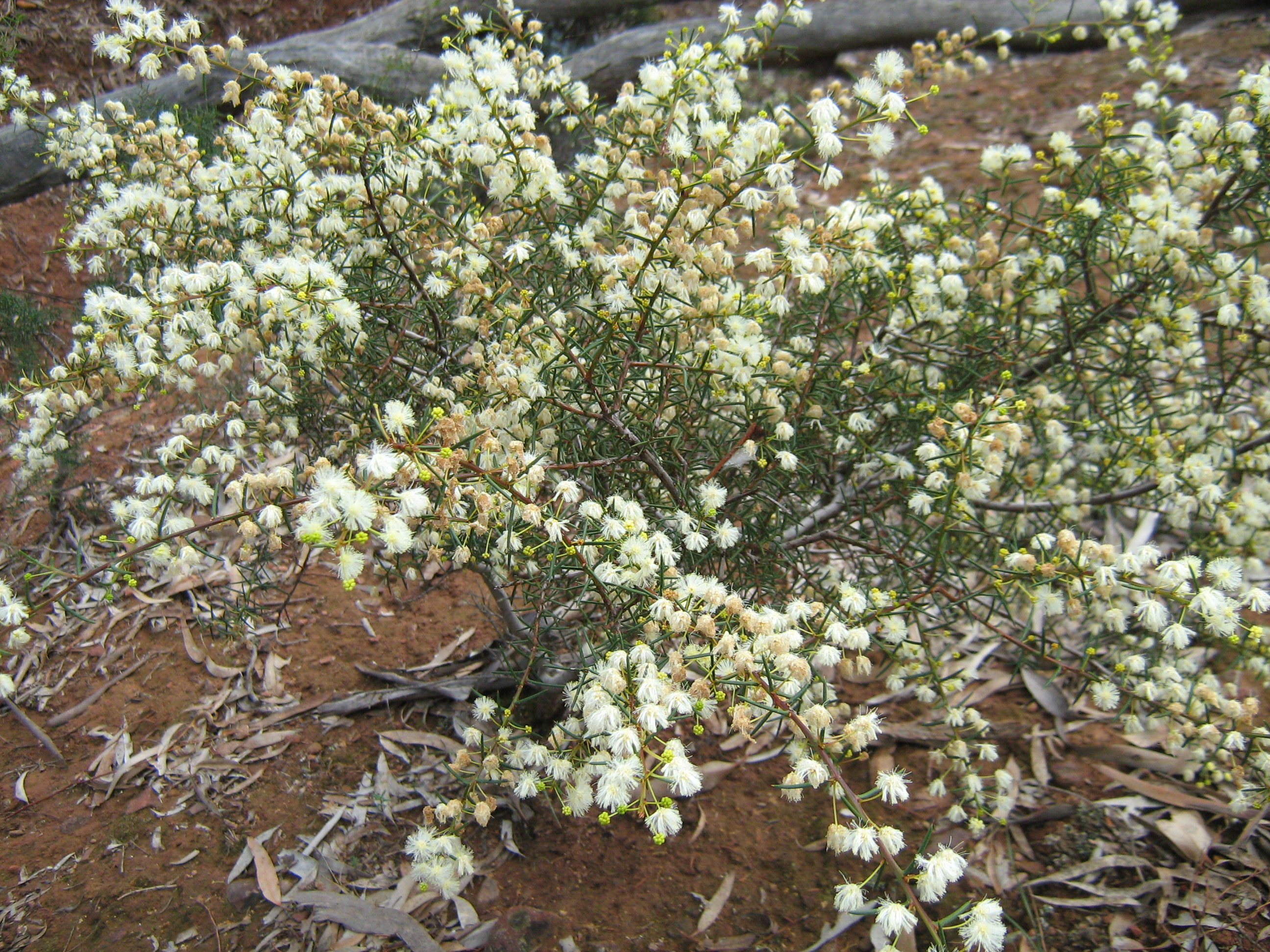
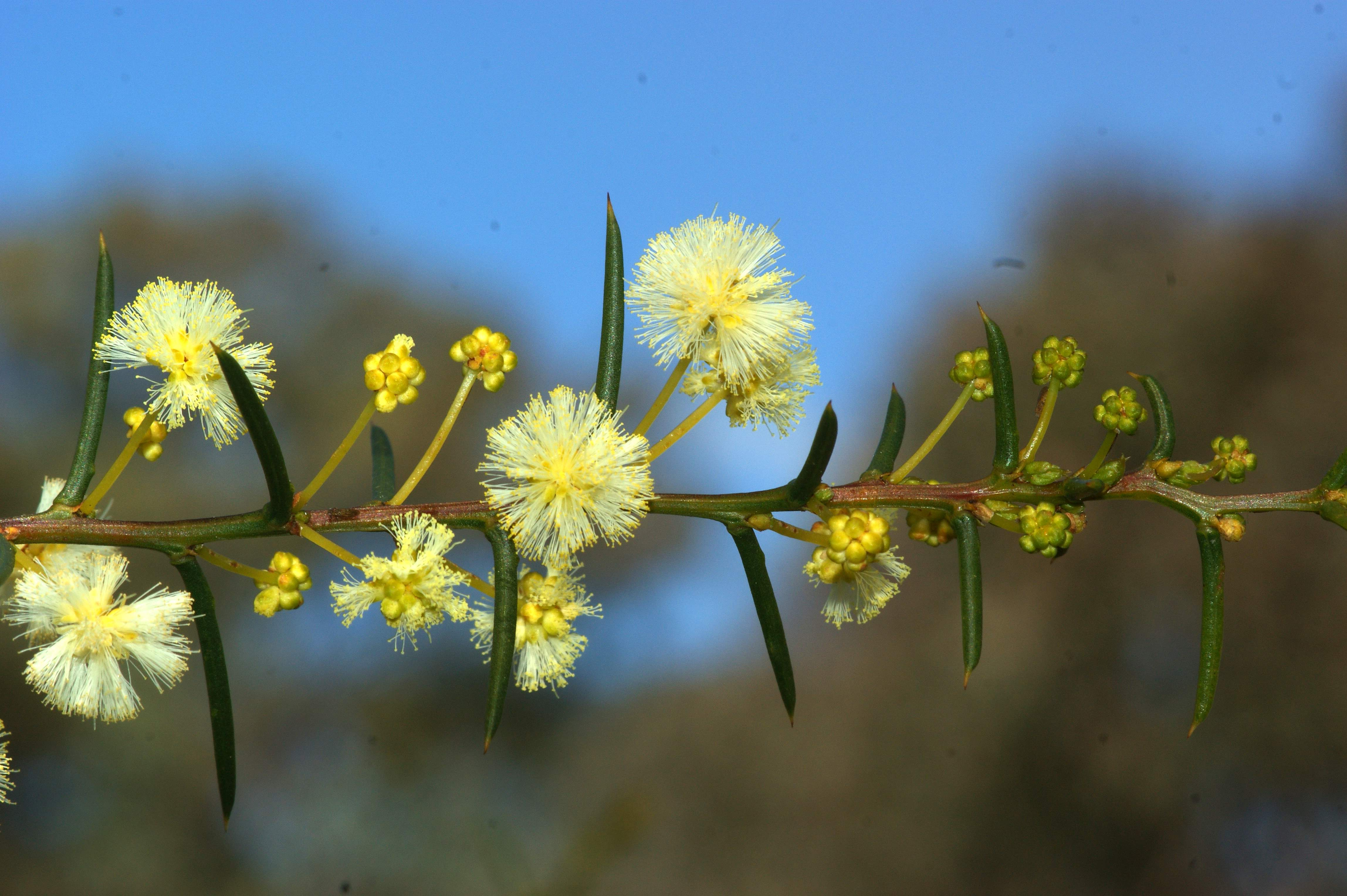
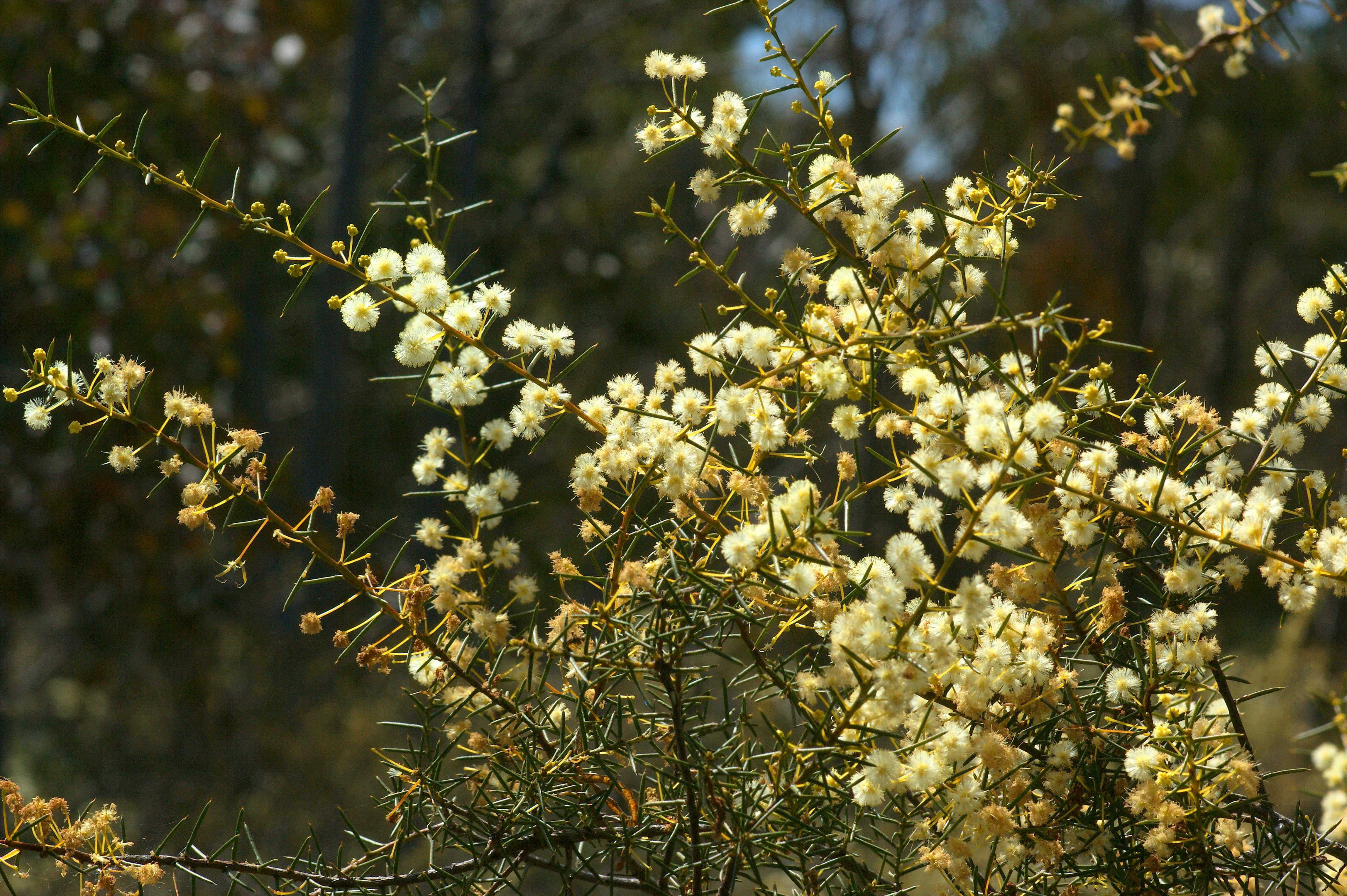